# Richard Breeden
Richard Breeden, né le 6 décembre 1949 à Levittown (New York), est un haut fonctionnaire républicain américain. Il est président de la Securities and Exchange Commission (SEC) entre 1989 et 1993.

## Biographie
En 2003, à la suite de l'affaire WorldCom, il prend la présidence de l'entreprise, en tant qu'administrateur de tutelle, et met en œuvre ses propositions pour une meilleure gouvernance d'entreprise. Il y fait 78 recommandations aussi bien sur la sélection des administrateurs de l'entreprise que le fonctionnement du conseil d'administration ou encore les méthodes de compensation. Il est à noter que WorldCom, 2e opérateur longue distance des États-Unis, qui s'est rebaptisé MCI en avril 2003, s'était placé sous la protection de la loi sur les faillites le 22 juillet 2002, après la découverte de malversations comptables estimées aujourd'hui par plusieurs sources à 11 milliards de dollars.